# ジョージ・マイケル
ジョージ・マイケル（英: George Michael、1963年6月25日 - 2016年12月25日）は、イギリス出身のシンガーソングライター。本名：イェオルイオス・キリアコス・パナイオトゥ（希: Γεώργιος Κυριάκος Παναγιώτου、希: Georgios Kyriacos Panayiotou）。
ポップデュオ「ワム!」での活動で「ウキウキ・ウェイク・ミー・アップ」「ケアレス・ウィスパー」「ラスト・クリスマス」などの世界的ヒット曲を作詞作曲し、ソロシンガーとしてもアルバム『FAITH』が1988年度グラミー賞を受賞するなど成功をおさめた。トータルセールスは1億枚以上。
「Q誌の選ぶ歴史上最も偉大な100人のシンガー」において第74位。

## 略歴

### 出生

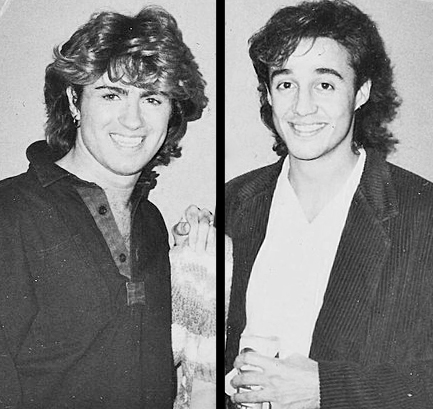
ワムのジョージ・マイケルとアンドリュー・リッジリー

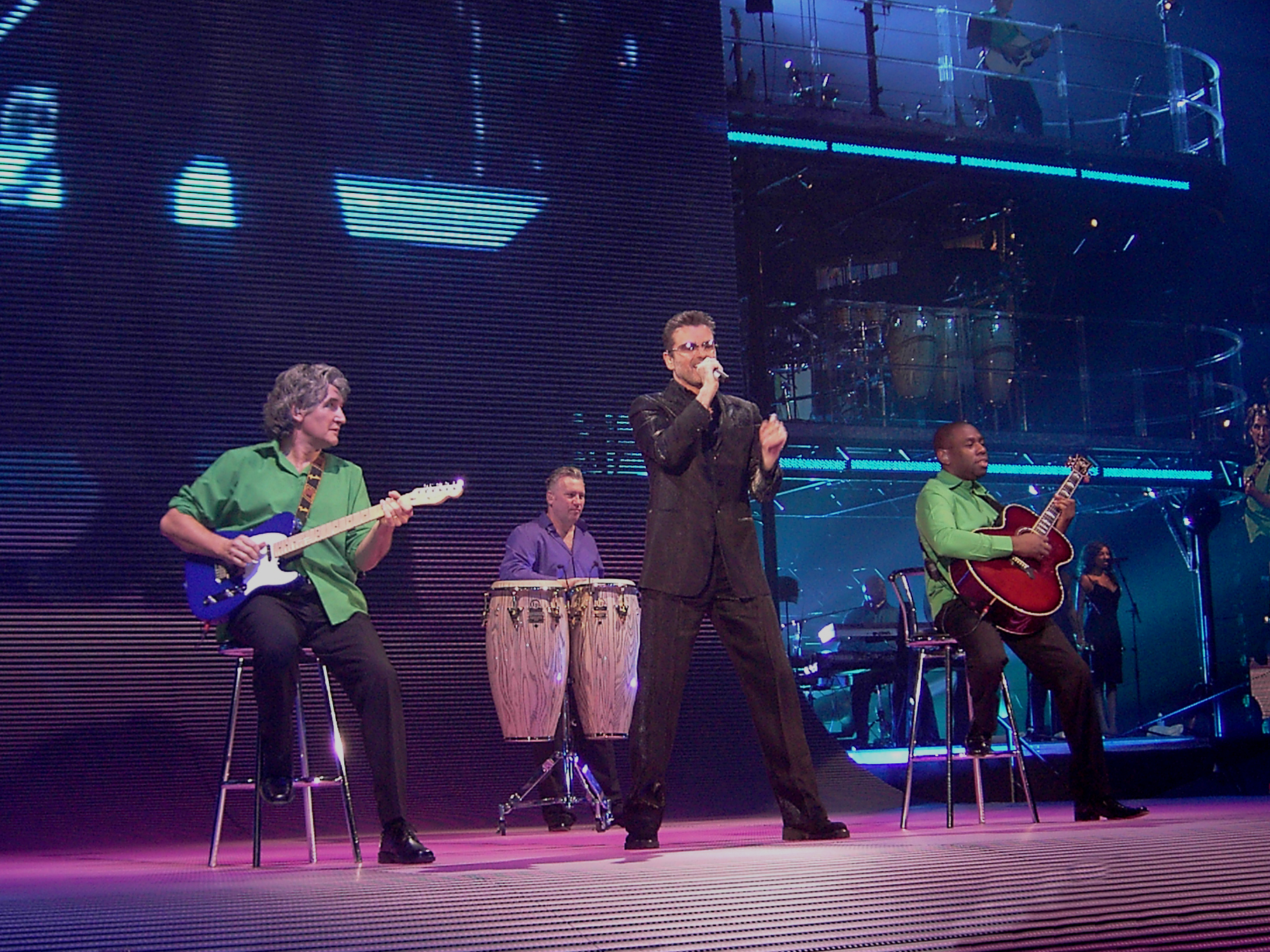
ドイツ・ミュンヘン公演 (2006年10月)

ギリシャ系キプロス人の父キリアコス・パナイオトゥ（後に改名してジャック・パノス）(1935〜)と、ユダヤ人の血を引くイギリス人の母レズリー・アンゴールド・ハリソン(1937〜97)との子として、1963年ロンドン郊外のフィンチレー、チャーチ・レーン73番地に産まれる
。子供の頃から内気で、自分の中で「ジョージ・マイケル」という架空のヒーローを想像し続け、後に自分がデビューしてから、もう一人の別人格の自分であるとして、「ジョージ・マイケル」を名乗るようになる。

### ワム!結成前後
1975年、ブッシー・ミーズ・スクールに入学し、アンドリュー・リッジリーと出会う。1979年、エグゼクティブ結成（メンバーは、ジョージ・マイケル、アンドリュー・リッジリーの他、アンドリューの兄のポール・リッジリー、デヴィッド・オースティン、アンドリュー・リーヴァーの5人）。複数のレコード会社に売り込むが相手にされず、すぐに解散する。1981年、アンドリュー・リッジリーと「ワム!」を結成、『Wham! Rap』 にてデビューし、数々のヒットを飛ばしたが、才能のあるジョージはソロで活動することを強く希望するようになり、解散が決定する。1986年6月28日、ウェンブリー・アリーナにて解散ライブを敢行。以後、ソロ活動を開始する。

### ソロシンガーとして
ワム!時代の中期から無精髭を生やすようになり（初めて生やしたのは1984年末だが、1985年前半はワム!のワールドツアーをしていた関係上、髭は剃り落していた）、ソロ以降はこれがトレードマークとなった。
1986年、アレサ・フランクリンのアルバム『Aretha』に参加して「I Knew You Were Waiting (For Me)」をデュエット。この曲は1987年にシングル・カットされて全英・全米チャートの両方で1位を獲得する。
1987年、1stアルバム 『フェイス』 発売。記録続きの大ヒットとなる。この時に作った数々の記録として、Faithツアー（1988年）が、アメリカでのその年のヒット商品に選出。“一番セクシーなお尻”（男性部門・1988年）に選出。Billboard アルバム部門年間チャート1位（1988年）。シングル部門年間チャート1位（『Faith』 1988年）。白人アーティストとして初のブラックアルバムレギュラーチャート1位（1988年）。1988年、2月19日の東京・日本武道館公演からFaithワールド・ツアーがスタート。

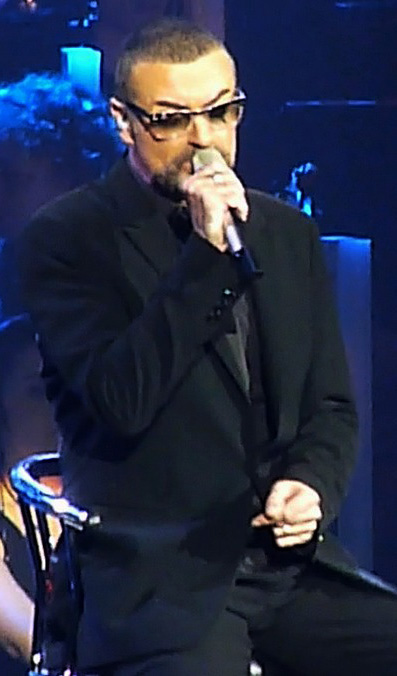
『Symphonica Tour』フランス公演 (2011年9月)

1990年、2ndアルバム『LISTEN WITHOUT PREJUDICE VOL. 1』発売。ジョージ本人はアルバムの出来に満足していたが、前作ほど所属レーベルがプロモーションに力を入れなかったこともありアメリカでの売れ行きは低迷し、レーベル会社のソニー・ミュージック(SME)は商業的に前作を下回った為に酷評する。これに怒ったジョージは、「ソニー(SME)はアーティストをアーティストとして扱わない。こんな会社ではクリエイティヴな仕事は出来ない」と、SMEを相手に契約無効を訴える裁判を起こす。本来2枚組になる予定だった『LISTEN WITHOUT PREJUDICE』は、2枚目の制作が間に合わず、先行して1枚をvol.1として発売。ヨーロッパでは、FAITHより多く売れたアルバムである。「Crazyman Dance」、「Happy」など収録予定だったアルバム『LISTEN WITHOUT PREJUDICE VOL. 2』を出す予定だったが、この泥沼化した裁判により、発売が無くなってしまう。後に「Happy」は、エイズ・チャリティ・アルバム『Red Hot + Dance』に収録して発表。「Crazyman Dance」は、上記『Red Hot＋Dance』に提供した新曲「Too Funky」のシングルのカップリングとして発表した。また、このアルバム発売後、ワールドツアー「COVER TO COVER TOUR」を日本より行う。タイトルの示すとおり、ツアーの選曲は半分以上が他のアーティストが歌ったカバー曲で選曲されており、オリジナル曲もワム!時代の曲を織り交ぜたりと、ソロデビュー後の曲は殆ど歌われなかった。カバーの選曲がツアーで廻ったアメリカやヨーロッパでは有名な曲ばかりだったが、日本ではそれらの曲を殆ど知らない客が多かった為、評論家からは酷評された。このツアー以降、本人は「ツアーは行わない」と宣言し、長年ツアーを行っていなかったが、2006年9月よりデビュー25周年ツアーとして25LIVEツアーを行う。ヨーロッパ、オーストラリア、北米で行われた。ロンドンの新しいウェンブリースタジアムのこけら落とし公演はジョージ・マイケルの公演である。
2011年8月よりSymphonicaツアーをスタートしたが、ツアー途中の同年10月26日、ウイルス感染症のためロンドンのロイヤル・アルバート・ホールでのライブが中止となる。その後回復してツアーを続行していたものの、翌月11月21日、ウイーンでのコンサート開始2時間前に胸の痛みを訴え、その日のライブは急遽中止となる。ウィーン総合病院に緊急入院し、肺炎と診断されたため、以降のツアースケジュールも全て中止となった。さらに入院後、病状の悪化により意識不明となり、一時は集中治療室に入るなど、重篤な病状であることがマスコミに伝えられる。その後12月21日に退院し、その際の記者会見では、彼の命を救った病院スタッフに対する感謝の意味を込めて病院スタッフを自身のライブに無料招待したいと語るなど、感極まった様子を見せた。また、会見では気管切開を受けていたことも明らかにした。
2012年2月21日、ロンドン・O2アリーナで開催された2012年ブリット・アワードにサプライズ出演し、退院後2ヶ月ぶりにライブパフォーマンスを見せるとともに、最優秀ブリティッシュ・アルバム賞を受賞したアデルの紹介にあたってはプレゼンターも務めた。
2012年8月12日、ロンドンオリンピック閉会式に出演し「Freedom'90」と「White Light」の2曲を歌った。
2014年3月、オリジナルアルバムとしては10年ぶりとなる『Symphonica』をリリース。前述したSymphonicaツアーからの音源を収録したライブアルバムで、プロデューサーを務めたフィル・ラモーン（前年の2013年に死去）にとっては生涯最後のプロデュース作品となるとともに、ジョージ本人にとっても生涯最後の作品、かつ生涯唯一のライブアルバムとなった。
2016年12月25日午後、イングランド南部オックスフォードシャー州の自宅で死去。53歳没。死因は、検視官の見解では「拡張型心筋症、心筋炎、脂肪肝の症状が見られた自然死」であった。

## 私生活
1990年代初めに母親を亡くしている。

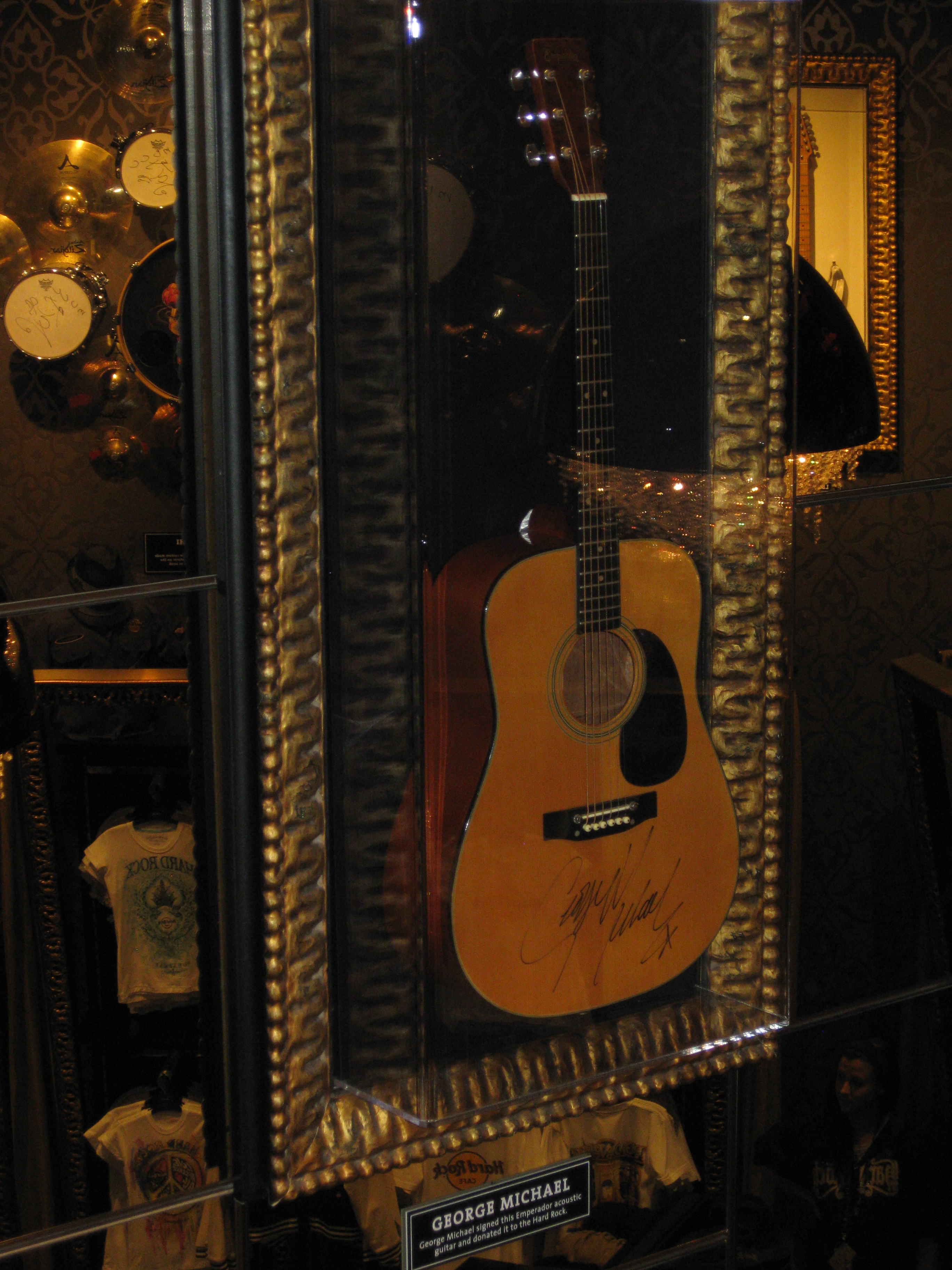
愛用していたアコースティック・ギター (2012年)

1998年に公然わいせつの現行犯で逮捕された。"OUTSIDE"のミュージック・ビデオでは、この事件のことを自らパロディにしている。のちにテレビ番組でゲイであることをカミングアウト。

### 慈善活動
ジョージの死後、彼が生前に慈善活動を匿名で行っていたことが明らかになった。なお、以下の活動は亡くなるまで本人の希望で隠されていた。
- テレビ番組『ディール・オア・ノー・ディール』にて、出演者の女性が不妊治療を受けるために必要な1万5千ポンドを寄付した。
- あるバーで働いていた借金苦の見知らぬ看護学生に5,000ポンドのチップを渡した。
- ホームレスのシェルターでボランティアとして活動した。
- 亡くなった母親を介助した謝礼として、NHSの看護師たちをライブに無料で招待した。
- テレビ番組『フー・ウォンツ・トゥ・ビー・ア・ミリオネア』で得た賞金をすべてチャリティに寄付した。

## ディスコグラフィー

### アルバム
| 年                                        | タイトル                         | アルバム詳細                                                                                       | チャート最高位 | チャート最高位 | チャート最高位 | チャート最高位 | チャート最高位 | チャート最高位 | チャート最高位 | チャート最高位 | チャート最高位 | チャート最高位 | 認定 |
| 年                                        | タイトル                         | アルバム詳細                                                                                       | UK             | AUS            | AUT            | FRA            | GER            | IRE            | NLD            | SWE            | SWI            | US             | 認定 |
| ----------------------------------------- | -------------------------------- | -------------------------------------------------------------------------------------------------- | -------------- | -------------- | -------------- | -------------- | -------------- | -------------- | -------------- | -------------- | -------------- | -------------- | --- |
| 1987                                      | Faith                            | - 発売日: 1987年10月30日 - レーベル: Columbia - フォーマット: CD, LP, cassette - 全英売上: 170万枚 | 1              | 3              | 3              | 5              | 3              | 52             | 1              | 4              | 4              | 1              | - UK: 4× プラチナ - AUS: 5× プラチナ - CAN: ダイヤモンド - FRA: 2× プラチナ - GER: ゴールド - NLD: プラチナ - SWE: ゴールド - SWI: 2× プラチナ - US: ダイヤモンド         |
| 1990                                      | Listen Without Prejudice: Vol. 1 | - 発売日: 1990年9月3日 - レーベル: Columbia - フォーマット: CD, LP, cassette - 全英売上: 130万枚   | 1              | 2              | 5              | 2              | 7              | —              | 2              | 3              | 3              | 2              | - UK: 4× プラチナ - AUS: 2× プラチナ - AUT: ゴールド - CAN: 2× プラチナ - FRA: プラチナ - GER: ゴールド - NLD: プラチナ - SWI: プラチナ - US: 2× プラチナ                 |
| 1996                                      | Older                            | - 発売日: 1996年5月13日 - レーベル: Virgin - フォーマット: CD, LP, cassette - 全英売上: 180万枚    | 1              | 1              | 1              | 1              | 3              | 2              | 1              | 1              | 2              | 6              | - UK: 6× プラチナ - AUS: 2× プラチナ - AUT: ゴールド - CAN: 2× プラチナ - FRA: 2× ゴールド - GER: プラチナ - NLD: プラチナ - SWE: ゴールド - SWI: プラチナ - US: プラチナ |
| 1999                                      | Songs from the Last Century      | - 発売日: 1999年12月6日 - レーベル: Virgin - フォーマット: CD, cassette - 全英売上: 60万枚         | 2              | 12             | 12             | 7              | 4              | 7              | 6              | 16             | 6              | 157            | - UK: 2× プラチナ - AUS: ゴールド - CAN: ゴールド - FRA: 2× ゴールド - GER: ゴールド - SWI: ゴールド                                                                      |
| 2004                                      | Patience                         | - 発売日: 2004年3月15日 - レーベル: Sony - フォーマット: CD, digital download - 全英売上: 70万枚   | 1              | 2              | 3              | 4              | 1              | 2              | 1              | 1              | 2              | 12             | - UK: 2× プラチナ - AUS: プラチナ - AUT: ゴールド - FRA: ゴールド - GER: プラチナ - NLD: ゴールド - SWE: ゴールド - SWI: ゴールド                                         |
| "—"は未発売またはチャート圏外を意味する。 |                                  | |                |                |                |                |                |                |                |                |                |                | |

### コンピレーション、ライヴアルバム
| 年                                        | タイトル                                       | アルバム詳細 | チャート最高位 | チャート最高位 | チャート最高位 | チャート最高位 | チャート最高位 | チャート最高位 | チャート最高位 | チャート最高位 | チャート最高位 | 認定 |
| 年                                        | タイトル                                       | アルバム詳細 | UK             | AUS            | AUT            | GER            | IRE            | NLD            | SWE            | SWI            | US             | 認定 |
| ----------------------------------------- | ---------------------------------------------- | --- | -------------- | -------------- | -------------- | -------------- | -------------- | -------------- | -------------- | -------------- | -------------- | --- |
| 1998                                      | Ladies & Gentlemen: The Best of George Michael | - 発売日: 1998年11月9日 - レーベル: Sony - フォーマット: CD, cassette, MiniDisc - 全英売上: 250万枚                   | 1              | 2              | 2              | 3              | 1              | 2              | 2              | 5              | 24             | - UK: 8× プラチナ - AUS: 7× プラチナ - AUT: プラチナ - CAN: 2× プラチナ - FRA: 2× プラチナ - GER: 3× ゴールド - NLD: 2× プラチナ - SWE: プラチナ - SWI: プラチナ - US: 2× プラチナ |
| 2006                                      | Twenty Five                                    | - 発売日: 2006年11月11日 - レーベル: Sony - フォーマット: CD, digital download - 全英売上: 90万枚                     | 1              | 9              | 19             | 13             | 3              | 2              | 3              | 2              | 12             | - UK: 3× プラチナ - AUS: 2× プラチナ - IRE: 3× プラチナ - FRA: ゴールド - SWI: プラチナ                                                                                            |
| 2014                                      | Symphonica                                     | - 発売日: 2014年3月14日 - レーベル: Virgin EMI - フォーマット: CD, Blu-ray Audio, digital download - 全英売上: 20万枚 | 1              | 11             | 7              | 6              | 1              | 2              | —              | 6              | 60             | - UK: ゴールド |
| "—"は未発売またはチャート圏外を意味する。 |                                                | |                |                |                |                |                |                |                |                |                | |

### EP
| 年   | タイトル  | アルバム詳細                                                                                         | チャート最高位 | チャート最高位 | チャート最高位 | チャート最高位 | チャート最高位 | チャート最高位 | チャート最高位 | チャート最高位 | チャート最高位 | チャート最高位 | 認定                                                                           |
| 年   | タイトル  | アルバム詳細                                                                                         | UK             | AUS            | AUT            | FRA            | GER            | IRE            | NLD            | SWE            | SWI            | US             | 認定                                                                           |
| ---- | --------- | --- | -------------- | -------------- | -------------- | -------------- | -------------- | -------------- | -------------- | -------------- | -------------- | -------------- | ------------------------------------------------------------------------------ |
| 1993 | Five Live | - 発売日: 1993年4月19日 - レーベル: Parlophone - フォーマット: CD, LP, cassette - 全英売上: 35.8万枚 | 1              | 17             | 2              | 12             | 8              | 1              | 2              | 45             | 6              | 46             | - UK: ゴールド - FRA: ゴールド - GER: ゴールド - NLD: プラチナ - SWI: ゴールド |

### シングル
- Careless Whisper（1984年）英1位・米1位
- A Different Corner（1986年）英1位・米7位
- I Knew You Were Waiting (For Me)/愛のおとずれ（1987年、with アレサ・フランクリン）英1位・米1位
- I Want Your Sex（1987年）英3位・米2位
- Faith（1987年）英2位・米1位
- Father Figure（1988年）英11位・米1位
- One More Try（1988年）英8位・米1位
- Monkey（1988年）英13位・米1位
- Kissing a Fool（1988年）英18位・米5位
- Praying for Time（1990年）英6位・米1位
- Waiting for That Day（1990年）英23位・米27位
- Mother's Pride（1990年）米46位
- Freedom! '90（1990年）英28位・米8位
- Heal the Pain（1991年）英31位
- Cowboys and Angels（1991年）英45位
- Don't Let the Sun Go Down on Me（1991年、with エルトン・ジョン）英1位・米1位
- Too Funky（1992年）英4位・米10位
- Somebody to Love（1993年、with クイーン）英1位・米30位
- Killer（1993年）米69位
- Jesus to a Child（1996年）英1位・米7位
- Fastlove（1996年）英1位・米8位
- Spinning the Wheel（1996年）英2位
- Older（1997年）英3位
- Star People '97（1997年）英2位
- You Have Been Loved（1997年）英2位
- Outside（1998年）英2位
- As（1999年、with メアリー・J・ブライジ）英4位
- If I Told You That（2000年、with ホイットニー・ヒューストン）英9位
- Freeek!（2002年）英7位
- Shoot the Dog（2002年）英12位
- Amazing（2004年）英4位
- Flawless (Go to the City)（2004年）英8位
- Round Here（2004年）英32位
- John and Elvis Are Dead（2005年）
- An Easier Affair（2005年）
- This Is Not Real Love（2006年）
- Heal the Pain （2008年、with ポール・マッカートニー）
- December Song (I Dreamed of Christmas) （2009年） 英14位
- True Faith （2011年） 英27位
- You and I （2011年）
- White Light （2012年） 英15位
- Let Her Down Easy （2014年） 英53位

ジョージには「ソロシンガーとして'80年代における全米No.1シングル数」（ワム!時代含む）8曲という記録があり、これはマイケル・ジャクソンの9曲に次いで2位である（フィル・コリンズと同順位）。

## 日本公演
1. 1988年　The Faith Tour
  - 2月19日、20日、21日 - 日本武道館
  - 23日、24日 - 大阪城ホール
  - 26日 - 愛知県体育館
  - 29日 - 横浜文化体育館 (ステージ構成の問題により中止)
2. 1991年　Cover To Cover Tour
  - 3月6日、7日、9日、10日 - 東京ドーム

- en:Deon Estus - 専属ベーシスト[36]。代表曲の"Heaven Help Me"に、ジョージはバックボーカルで参加。